# Tvis Mølle
Tvis Mølle er en vandmølle beliggende nær det tidligere Tvis Kloster og ca. 4 kilometer fra Holstebro. Møllen har ligget på sit nuværende sted siden prins Buris' tid. Møllen er ejet af Holstebro Kommune som købte den i 1993. Samtidig med købet gennemgik møllen en omfattende restaurering. Møllen bruges i dag som ekstern udstilling for Holstebro Museum